# Relations entre la France et les Salomon
Les relations entre la France et les Salomon font référence aux relations bilatérales entre la France et Salomon. La France entretient des relations diplomatiques avec les Salomon depuis 1978, l'année où le pays est devenu indépendant passant du statut de colonie britannique à celui d'une monarchie indépendante sous forme d'un dominion du Commonwealth.
La France était représentée par l'ambassadeur résident à Port Moresby également accrédité auprès de la Papouasie-Nouvelle-Guinée, puis en 2020 par l'ambassadeur résident à Port-Vila également accrédité auprès du Vanuatu ; les Salomon n'a pas de représentation diplomatique en France mais le pays a une ambassade à Bruxelles qui couvre aussi la France.
Les Salomon est membre du Forum des îles du Pacifique tout comme la Nouvelle-Calédonie et la Polynésie française (membres à part entière depuis 2016).

## Histoire
Les deux pays partage une frontière maritime internationale en mer de Corail passant entre Nouvelle-Calédonie et Makira-Ulawa, la province la plus méridionale de l'archipel des Salomon.
Quelques entreprises françaises se développe aux Îles Salomon avec les activités de la Pacific Islands Energy (énergie), Kacific et Alcatel (télécommunications) et la BRED (secteur bancaire).
En matière de coopération culturelle, la France coopère dans les domaines de l'archéologie avec les fouilles menées sur l'île de Vanikoro pour retrouver les traces de l'expédition de La Pérouse.
En 2013, les Salomon ont co-parrainé la résolution par laquelle la Polynésie Française a été inscrite sur la liste des territoires non-autonomes des Nations unies (C24), un geste qualifié d'inamical par la France.
De 2013 à 2016, le Fonds Pacifique a financé la mise en place d’un réseau sismologique régional – ORSNET.